# Landschaftsschutzgebiet Hänge des Esselbachtales bei Bremscheid, Isingheim, Bockheim und nördlich Cobbenrode

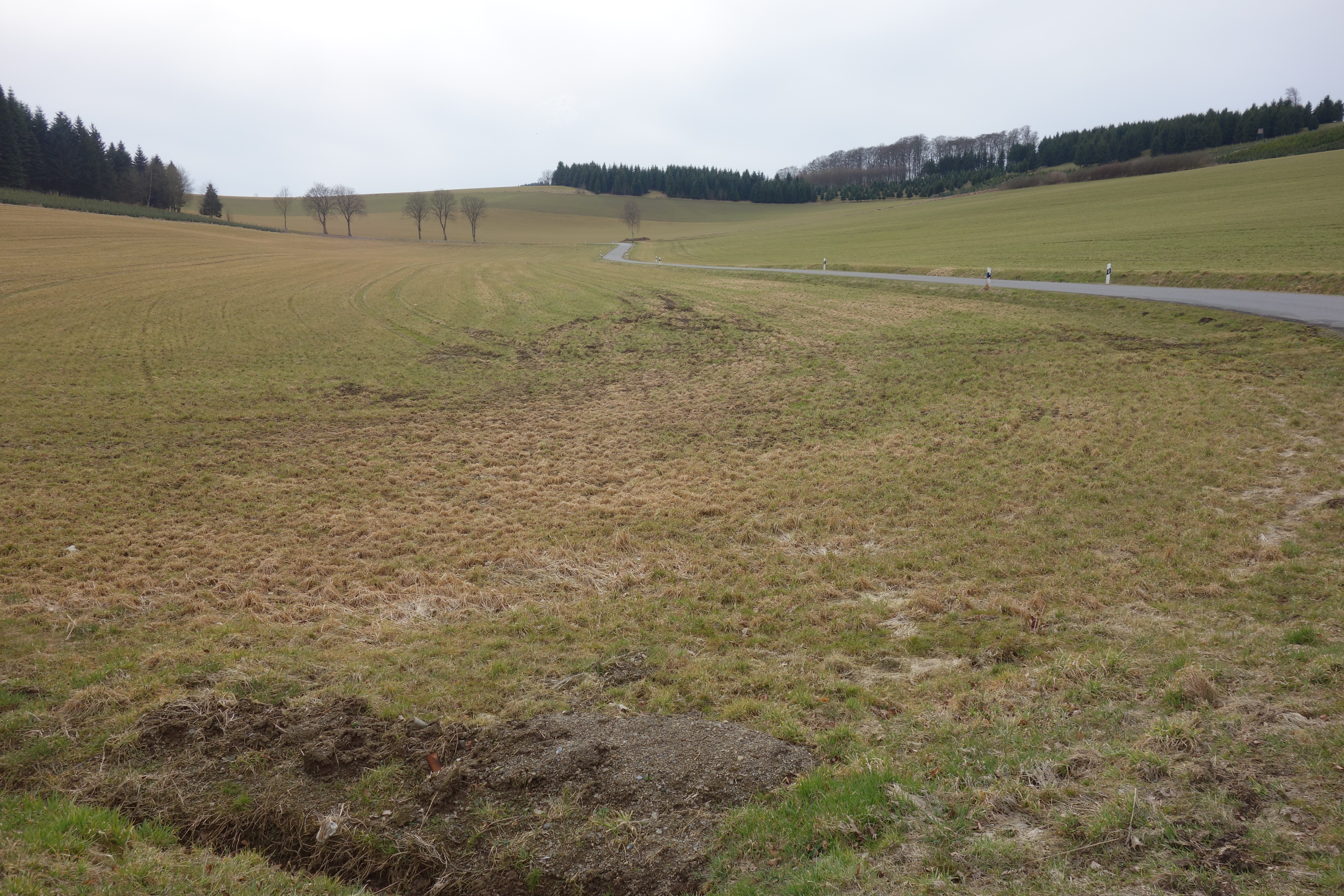
Hangbereich bei Isingheim im Landschaftsschutzgebiet Hänge des Esselbachtales bei Bremscheid, Isingheim, Bockheim und nördlich Cobbenrode

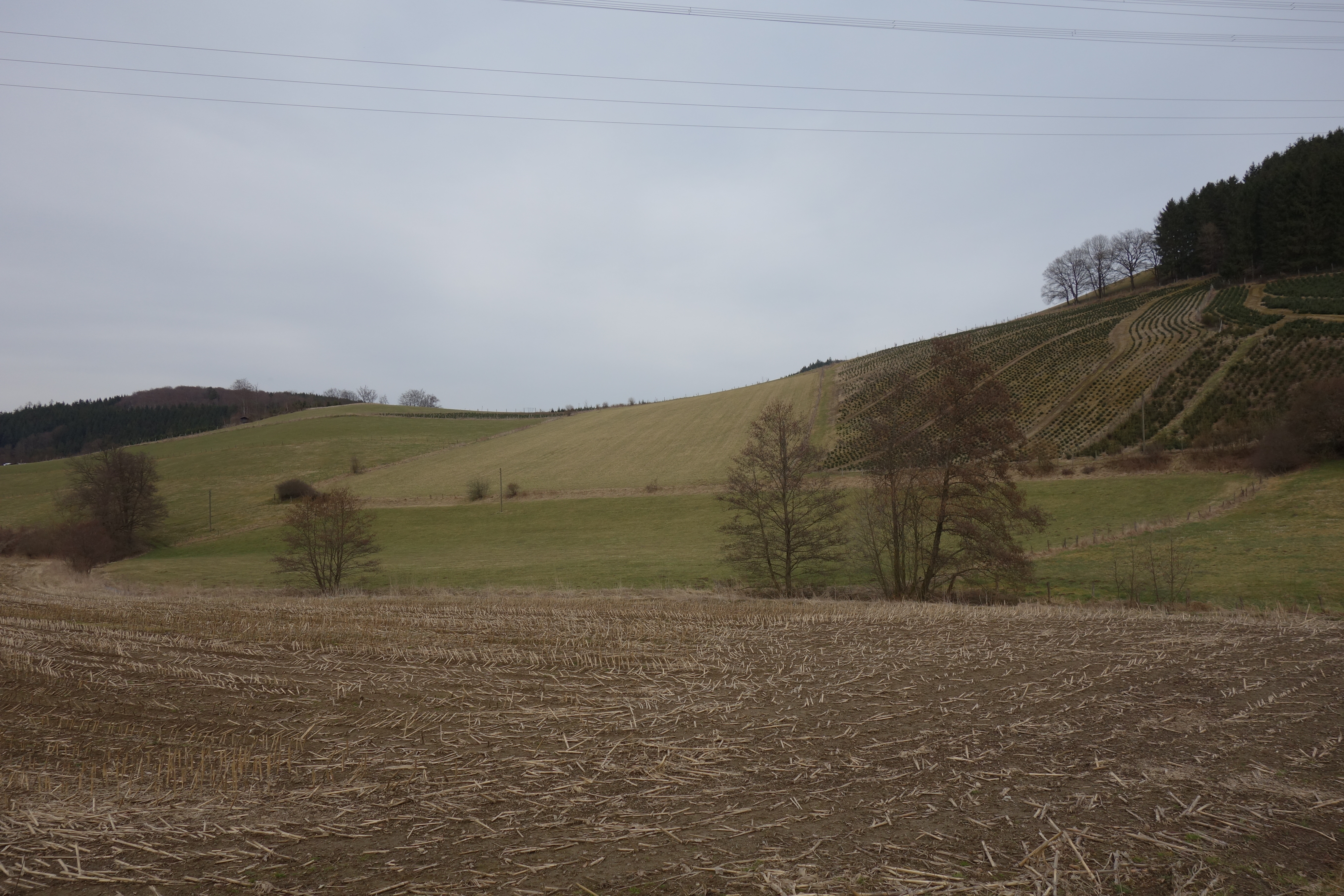
Hangbereich bei Bockheim

Das Landschaftsschutzgebiet Hänge des Esselbachtales bei Bremscheid, Isingheim, Bockheim und nördlich Cobbenrode mit 57,3 ha Größe liegt im Gemeindegebiet von Eslohe. Das Gebiet wurde 2008 vom Kreistag des Hochsauerlandkreises mit dem Landschaftsplan Eslohe als Landschaftsschutzgebiet (LSG) ausgewiesen. Das LSG wurde als eines von 35 Landschaftsschutzgebieten vom Typ B Ortsrandlagen, Offenland- und Kulturlandschaftsschutz im Gemeindegebiet Eslohe ausgewiesen. Im Gemeindegebiet gibt es auch ein LSG vom Typ A, Allgemeiner Landschaftsschutz und 42 vom Typ C, Wiesentäler, Schutz bedeutsamer Extensivgrünländer. Das LSG gehört zum Naturpark Sauerland-Rothaargebirge bzw. bis 2015 zum Naturpark Homert. Das LSG besteht aus zwölf Teilflächen und geht bis an den Siedlungsrand von Bremscheid, Isingheim und Bockheim.

## Beschreibung
Das LSG besteht aus Offenlandflächen mit hauptsächlich Grünland, im gesamten Verlauf des Talzuges des Esselbaches zwischen Cobbenrode und Eslohe, an den Unter- und Mittelhänge außerhalb der eigentlichen Talaue.

## Schutzzweck
Die Ausweisung erfolgte zur Sicherung der Vielfalt und Eigenart der Landschaft im Nahbereich der Ortslagen und der alten landwirtschaftlichen Vorranggebiete durch Offenhaltung. Ferner wegen der besonderen Bedeutung für die Erholung.

## Rechtliche Vorschriften
Wie in den anderen Landschaftsschutzgebieten im Gemeindegebiet besteht im LSG ein Verbot, Bauwerke zu errichten. Vom Verbot ausgenommen sind Bauvorhaben für Gartenbaubetriebe, Land- und Forstwirtschaft. Die Untere Naturschutzbehörde kann Ausnahme-Genehmigungen für Bauten aller Art erteilen. Wie in den anderen Landschaftsschutzgebieten vom Typ B in Eslohe besteht im LSG ein Verbot der Erstaufforstung und Weihnachtsbaum-, Schmuckreisig- und Baumschul-Kulturen anzulegen.
Wie in allen Landschaftsplangebieten vom Typ B und Typ C im Gemeindegebiet besteht das Gebot, das LSG durch landwirtschaftliche Nutzung oder durch Pflegemaßnahmen von einer Bewaldung freizuhalten.